# 주호찌민 대한민국 총영사관
주호찌민 대한민국 총영사관(베트남어: Tổng Lãnh Sự Quán Hàn Quốc tại Thành phố Hồ Chí Minh)은 대한민국 정부가 베트남 호찌민시에 설치한 총영사관이다. 현임 총영사는 강명일이다.

## 관할 구역
호찌민시를 비롯하여, 베트남 남부의 2시 14성을 위주로 관할한다.

## 주요 업무
주요 업무는 경제, 통상, 문화, 홍보 업무가 있으며 그 외에도 여권, 사증, 병역, 호적 및 국적 관련 등의 영사업무를 맡는다.

## 근무 시간
- 오전 : 08시 30분 ~ 12시 00분
- 오후 : 13시 00분 ~ 17시 00분
- 점심 시간 : 12시 00분 ~ 13시 00분

## 휴무일
- 매주 토요일, 일요일
- 베트남의 공휴일
- 대한민국의 공휴일 중 4대 국경절(3·1절, 광복절, 개천절, 한글날)

## 같이 보기

### 일반 주제
- 대한민국-베트남 관계
- 주한 베트남 대사관
- 주부산 베트남 총영사관

### 베트남에 설치한 대한민국 공관
- 주베트남 대한민국 대사관
- 주다낭 대한민국 총영사관